# Benelli BX
La Benelli BX è una motocicletta con motore a quattro tempi della casa motociclistica Benelli in collaborazione con Vertemati, presentata in tre varianti, Cross, Enduro e Motard, ognuna con una cilindrata distinta, la prima presentazione si ha all'EICMA 2006, ma la prima commercializzazione si ha nel 2009 solo con pochi esemplari prodotti per qualche team di motocross. La produzione termina nello stesso anno per problemi economici della stessa Benelli.